# Urzy
Urzy – miejscowość i gmina we Francji, w regionie Burgundia-Franche-Comté, w departamencie Nièvre.
Według danych na rok 1990 gminę zamieszkiwały 1733 osoby, a gęstość zaludnienia wynosiła 74 osoby/km² (wśród 2044 gmin Burgundii Urzy plasuje się na 118. miejscu pod względem liczby ludności, natomiast pod względem powierzchni na miejscu 331.).